# Ivan Vihovszkij
Ivan Vihovszkijt a hadsereg rada 1657 augusztusában – Jurij Hmelnickij nagykorúságáig – hetmannak nevezte ki. Célja egy olyan szuverén kormányzati forma megvalósítása volt, amelynek szellemében Bohdan Hmelnickij irányította Ukrajnát. Belátta, hogy a kozákság ennek eléréséhez még túl gyenge volt, ezért arra törekedett, hogy megfelelő ellensúlyt találjon a moszkvai behatással szemben. Ennek okán politikáját lengyel-orientáció jellemezte.

## Útja a hetmanságig
Bohdan Hmelnickij halála előtt biztosította fia, Jurij számára a hetmanságot, azonban hamarosan bizonyossá vált – mind a 16 éves utód, mind a sztarsina számára –, hogy az ifjabb Hmelnickij adottságai egyelőre nem tették őt alkalmassá a hetmani tisztség betöltésére. Ezért 1657 augusztusában a hadsereg rada – Jurij nagykorúságáig – Ivan Vihovszkijt választotta meg hetmannak.
Vihovszkij egyike volt a legműveltebb, legtanultabb kozák vezetőknek. Bohdan Hmelnickij hetmansága idején egészen a kancellári tisztségig jutott, ugyanis az idős hetman tisztelte Vihovszkij tudását és tapasztalatát.
Az új hetman célja egy olyan szuverén kormányzati forma megvalósítása volt, amelynek szellemében Hmelnickij irányította Ukrajnát. Belátta, hogy a kozákság ennek eléréséhez még túl gyenge volt, ezért arra törekedett, hogy megfelelő ellensúlyt találjon a moszkvai behatással szemben. Ennek okán politikáját lengyelorientáció jellemezte.

## Közeledés a lengyelekhez
A kozák és az egyházi elit támogatta a lengyel kapcsolatok szorosabbra fűzését, ugyanakkor a cserny rendkívüli gyanakvással figyelte az eseményeket, egyértelműen hangot adott nemtetszésének annak tekintetében, hogy a kozák tisztek és a lengyel nemesség bármilyen formában is közeledjen egymáshoz. A lengyelekhez való közeledés ellenzőinek legmarkánsabb alakjai a zaporozsjei Jakiv Barabas, illetve Martin Puskar, poltavai ezredes voltak. Vihovszkij szerette volna a lengyel kártyát kijátszani Moszkva ellen, ugyanakkor az oroszok – érzékelve a kozákok közötti feszültségeket – agitációba kezdtek a hetman ellen. 1657 végére a kiélezett helyzet lázongást eredményezett a cserny köreiben, amely egészen odáig vezetett, hogy 1658 júniusában két kozák sereg ütközött meg egymással Poltava mellett. A rendkívül véres összecsapásból Vihovszkij került ki győztesen, Puskar 15 ezer lázadóval egyetemben elesett a csatában, Barabas elfogására és kivégzésére később került sor. A hetman „pürrhoszi győzelme” összesen 50 ezer ukrán életet követelt.
A Moszkvával való szakítás pillanatának közeledtével, Vihovszkij mindent elkövetett a lengyelekkel történő kiegyezés érdekében. Ebben legfőbb támogatója egy ukrán nemes, Jurij Nemirics volt, aki kiemelkedő ismeretekkel rendelkezett Európáról és álma egy olyan kozák fejedelemség létrehozása volt, amely széles körű nemzetközi elismerésnek örvend (követendő példának Hollandiát és Svájcot tartotta).
1658 nyarára érett meg a helyzet arra, hogy a Rzeczpospolita követeket menesszen Csihirinbe a Hetmanátus Oroszországról való leválasztása érdekében. A hadjacsi egyezmény megkötése 1658. szeptember 16-án<ref name="footnote_4">Encyclopedia of Ukraine</ref> történt meg.
Az egyezmény értelmében a Rzeczpospolita messzemenő engedményekkel próbálta meg fennhatóságát kiterjeszteni az ukrán területekre. A kéttagú lengyel-litván nemzetközösséghez csatlakozott a velük egyenrangú – a kijevi, braclavi és csernyigovi vajdaságokat magába foglaló – Rusz Nagyfejedelemség. Az így létrejövő államalakulaton belül az ukrán területek saját hadsereggel, bírósággal, adminisztrációval rendelkezhettek, azaz megőrizhették hagyományos kozák önszerveződési formájukat. A római katolikus és az ortodox egyház egyenlő jogokat élvezhetett, a kijevi metropolita helyett kapott a Szenátusban. Az egyezmény szerves részét képezte az a cikkely, amelynek értelmében a kozák sztarsina megkapja a szlachta jogait.
A hadjacsi szerződés azonban nem léphetett életbe, ugyanis még az aláírása előtt egy 150 ezer fős (a Szemtanú Krónikája szerint 100 ezer fős) orosz sereg nyomult be Ukrajnába Alekszej Trubeckoj vezetésével. Az összecsapásra 1659. június 28-án<ref name="footnote_8">Font-Varga 2006, 129.</ref> került sor Konotopnál. Vihovszkij kiegészülve IV. Mehmed Giráj krími kán tatárjaival megsemmisítő vereséget mért az oroszokra. A győzelemben elévülhetetlen érdemeket szerzett Ivan Bohun, aki egységével szinte teljes mértékben megsemmisítette az oroszok jobb szárnyát.

## Vihovszkij bukása
Vihovszkij azonban nem tudta kiaknázni győzelmét, ugyanis nem sikerült megszereznie a kozákok támogatását lengyelbarát politikájához. A Zaporozsjei Hadon belüli szakadás elkerülhetetlenné vált, a lengyelbarát sztarsina szembekerült a cárhoz hű csernnyel. A Zaporozsjei Szics atamánja, Ivan Szirko visszaűzte a Vihovszkijjal szövetséges tatárokat a Krímbe.
Az 1659 októberében összeült a második perejaszlavi rada, amely lemondatta Vihovszkijt és helyére Jurij Hmelnyickijt választotta meg. Vihovszkij jelentősége abban állt, hogy a Zaporozsjei Had autonómiáját képes volt töretlenül megőrizni, nagy hibája azonban az volt, hogy képtelen volt széles körű támogatottságot szerezni az általa képviselt lengyelorientációjú politikának.